# Byblis bidentatus
Byblis bidentatus is een vlokreeftensoort uit de familie van de Ampeliscidae. De wetenschappelijke naam van de soort is voor het eerst geldig gepubliceerd in 1998 door Ren.